# رتورن جی. میگس، جونیور
بازگشت جی. میگس، جونیور (به انگلیسی: Return J. Meigs, Jr.) سناتور سابق عضو حزب دموکرات-جمهوری‌خواه بود. وی در سال ۱۸۰۸ تا ۱۸۱۰ میلادی سناتور ایالت اوهایو در سنای ایالات متحده آمریکا بود.